# ناحیه دیرفیلد (شهرستان لیوینگستون، میشیگان)
ناحیه دیرفیلد (به انگلیسی: Deerfield Township) یک منطقهٔ مسکونی در ایالات متحده آمریکا است که در شهرستان لیوینگستون، میشیگان واقع شده‌است.
 ناحیه دیرفیلد ۹۷٫۵ کیلومتر مربع مساحت و ۴٬۱۷۰ نفر جمعیت دارد و ۲۷۵ متر بالاتر از سطح دریا واقع شده‌است.